# Euan Geddes, 3. Baron Geddes

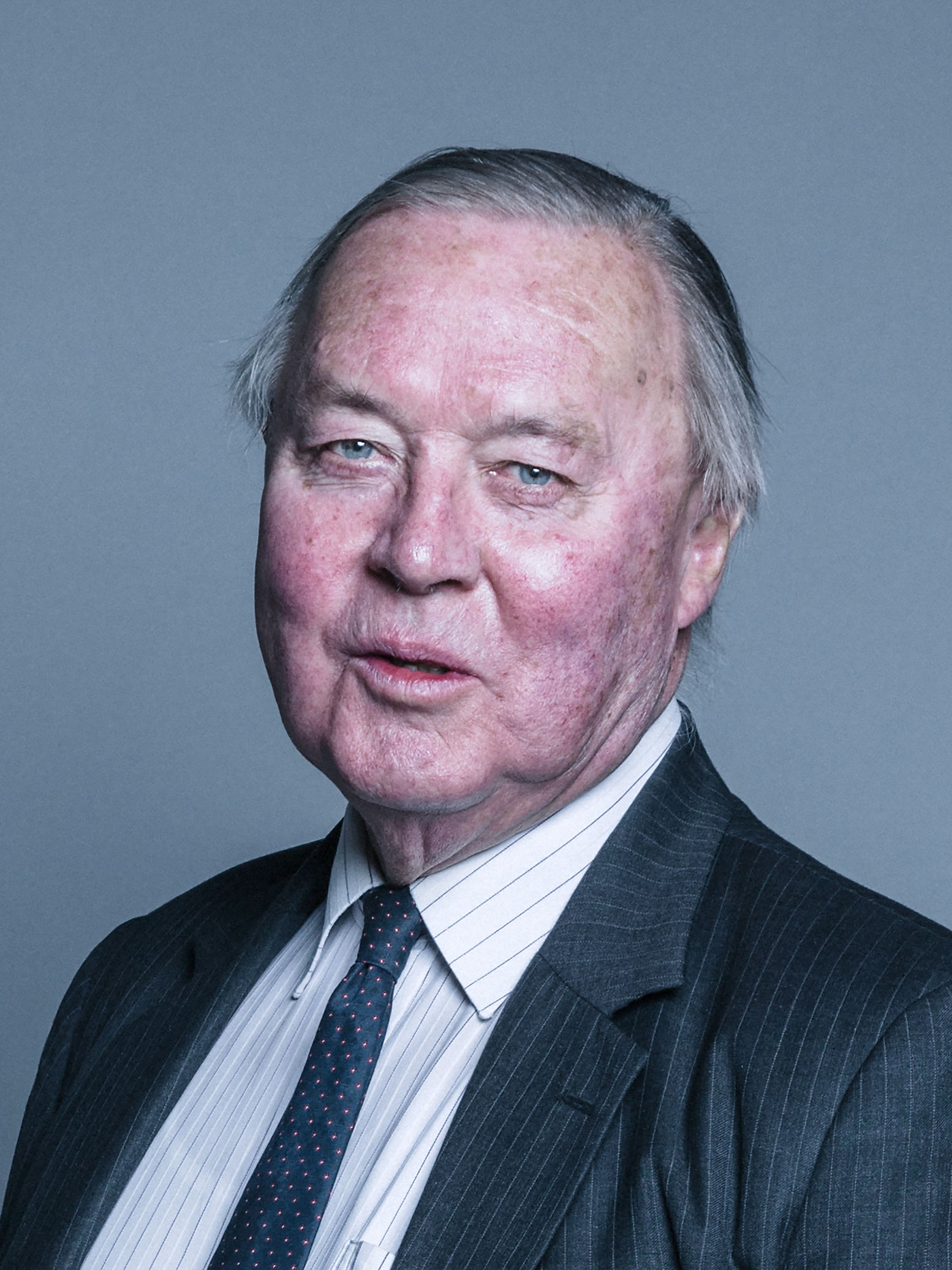
Euan Geddes, 3. Baron Geddes

Euan Michael Ross Geddes, 3. Baron Geddes (* 3. September 1937) ist ein britischer Peer und Politiker und stellvertretender Sprecher des House of Lords.

## Leben und Karriere
Er ist ein Sohn von Ross Geddes, 2. Baron Geddes, und ging auf die Rugby School, Warwickshire, und das Gonville and Caius College, Cambridge, wo er seine Studien im Jahr 1961 mit einem Bachelor of Arts in Geschichte und mit einem Master of Arts abschloss. Geddes absolvierte 1969 ein Aufbaustudium an der Harvard Business School. Er erbte 1975 den Titel seines Vaters.
Geddes war von 1956 bis 1958 in der Royal Navy und wurde Lieutenant-Commander (Korvettenkapitän) der Royal Naval Reserve. Er war Development Manager bei P & O Bulk Shipping. Er war zwischen 1975 und 1977 stellvertretender Leiter der P & O Asia (Hong Kong). Seit 1992 ist er Vorsitzender des Trinity College, London und seit 2000 von Chrome Castle Ltd. Er ist ein außerdem Direktor des Trinity College of Music.
Er ist Mitglied der Conservative Party. Mit der Verabschiedung des House of Lords Act 1999 verlor er zusammen mit allen anderen Erbpeers (Hereditary Peers) den automatischen Sitz im House of Lords. Er wurde jedoch gewählt als einer der 92 gewählten Erbpeers, die nach der Reform im House verblieben. Seit 2002 ist er stellvertretender Sprecher des House of Lords.
Er war zweimal verheiratet, zuerst seit 1966 mit Gillian Butler, und nach deren Tod mit Susan Margaret Carter. Er hat zwei Kinder von seiner ersten Frau, eine Tochter und einen Sohn, seinen Titelerben, Hon. James George Neil Geddes.